# Ґошин (Тчевський повіт)
Ґошин (пол. Goszyn, нім. Goschin) — село в Польщі, у гміні Тчев Тчевського повіту Поморського воєводства.
Населення — 190 осіб (2011).
У 1975-1998 роках село належало до Гданського воєводства.

## Демографія
Демографічна структура станом на 31 березня 2011 року:
|          | Загалом | Допрацездатний вік | Працездатний вік | Постпрацездатний вік |
| -------- | ------- | ------------------ | ---------------- | -------------------- |
| Чоловіки | 98      | 30                 | 65               | 3                    |
| Жінки    | 92      | 23                 | 58               | 11                   |
| Разом    | 190     | 53                 | 123              | 14                   |